# Daszewice (gmina Kórnik)
Daszewice – osada leśna w Polsce położona w województwie wielkopolskim, w powiecie poznańskim, w gminie Kórnik.